# Mislav Anđelković
Mislav Anđelković (Dubrovnik, 21. travnja 1988.) je hrvatski nogometaš. Trenutačno igra za klub pulski Uljanik. 
Za Istru je debitirao 8. studenog 2006. protiv zagrebačkog Dinama, a svoj prvi gol je postigao tri dana kasnije, 11. studenog, u domaćoj utakmici protiv Šibenika. 
Statistika u Hajduku
| Natjecanje        | Nastupi | Zgoditci |
| ----------------- | ------- | -------- |
| Prvenstvo         | 29      | 0        |
| Kup               | 2       | 0        |
| Superkup          | 1       | 0        |
| Međunarodne       | 9       | 0        |
| Splitski podsavez | 0       | 0        |
| Ukupno            | 41      | 0        |
| Prijateljske      | 11      | 0        |
| Sveukupno         | 52      | 0        |

## Vanjske poveznice
- Profil na stranici NK Istre 1961
- Profil na Transfermarktu
- Profil na Soccerwayu